# 乌尔里希·加布勒
乌尔里希·加布勒（德語：Ulrich Gabler；1913年10月1日—1994年2月24日）是一位德国造船工程师，专门设计、开发柴油动力潛艇。
第二次世界大战期间，加布勒曾服役于U型潜艇部队，曾在U-121和U-564两艘潜艇上担任轮机长，是赖因哈德·祖伦的下属。加布勒于1942年10月15日获颁金质德國十字勳章。在随U-564号参加作战巡航之后，加布勒开始设计新型潜艇，即XXII、XVIIA以及XXVI级U艇。
战后，加布勒创建了吕贝克工程办公室（Ingenieurkontor Lübeck/ IKL），设计成果包括201、202以及209級潛艇。
1963年，加布勒被汉堡大学授予造船学名誉教授头衔。